# Cattedrale dell'Immacolata Concezione (Salonicco)
La cattedrale dell'Immacolata Concezione (in greco Καθεδρικός Ναός του Ευαγγελισμού της Θεοτόκου?) è una chiesa cattolica romana situata in via Frangon nella città di Salonicco, nel nord della Grecia.
L'edificio religioso fu completato nel 1902 su progetto di Vitaliano Poselli.
Il tempio segue il rito romano o latino e funge da chiesa principale del vicariato apostolico di Salonicco (vicariatus apostolicus Thessalonicensis o Αποστολικό Βικαριάτο Θεσσαλονίκης), creato da papa Pio XI nel 1926 con la bolla apostolica In sublimi Principis. Le messe si celebrano in greco e in inglese: la domenica alle 8:00 e alle 10:00 sono tenute in greco, in inglese alle 7:00. 
In città c'è anche un cimitero cattolico ad Ampelokipoi.